# Kelseya
Kelseya es un género monotípico de plantas perteneciente a la familia de las rosáceas. Su única especie:  Kelseya uniflora Rydb., es originaria de Norteamérica.

## Descripción
Kelseya uniflora es un arbusto que crece en la roca caliza a menudo en laderas verticales. Cuenta con pequeñas rosetas de color azul-verdoso y flores pequeñas de color blanco rosado. Crece en abundancia en las caras de los acantilados y en las superficies de rocas planas en la parte superior de los acantilados.

## Taxonomía
Kelseya uniflora fue descrita por (S.Watson) Rydb. y publicado en North American Flora 22(3): 254, en el año 1908.
Sinonimia
- Eriogynia uniflora S. Watson basónimo
- Luetkea uniflora (S. Watson) Kuntze
- Spiraea uniflora (S. Watson) Piper[3]